# Amandus Adamson
Amandus Heinrich Adamson (* 12. November 1855 im Dorf Uuga-Rätsepa nahe Paldiski, heute Kreis Harju; † 26. Juni 1929 in Paldiski) war einer der bekanntesten estnischen Bildhauer.

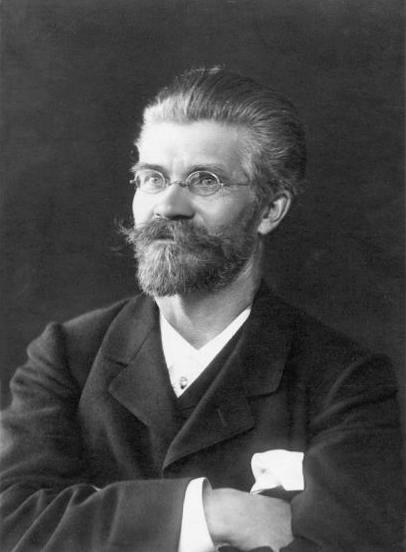
Amandus Adamson (1914)

## Frühe Jahre
Amandus Adamsons wurde in die Familie eines Fischers geboren. Der Junge wuchs am Meer auf, das später auch seine Kunst prägen sollte. Von 1862 bis 1870 besuchte er die Schule in Tallinn. Schon als Kind wurde seine künstlerische Begabung sichtbar, als er Schnitzkunst herstellte und ab 1869 in einer Tallinner Kunsthandlung mit Erfolg verkaufte. Von 1870 bis 1873 lernte Amandus Adamson bei einem Tischler in Tallinn, bevor er 1873 Anstellung in der bekannten Werkstatt von Bollhagen und Schutow fand. Von 1876 bis 1879 studierte Adamson im Atelier von Alexander Friedrich von Bock Bildhauerei und Skulptur an der Kunstakademie von Sankt Petersburg. In seinem Abschlussjahr erhielt er von der Akademie die große Silbermedaille verliehen.

## Freischaffender Künstler

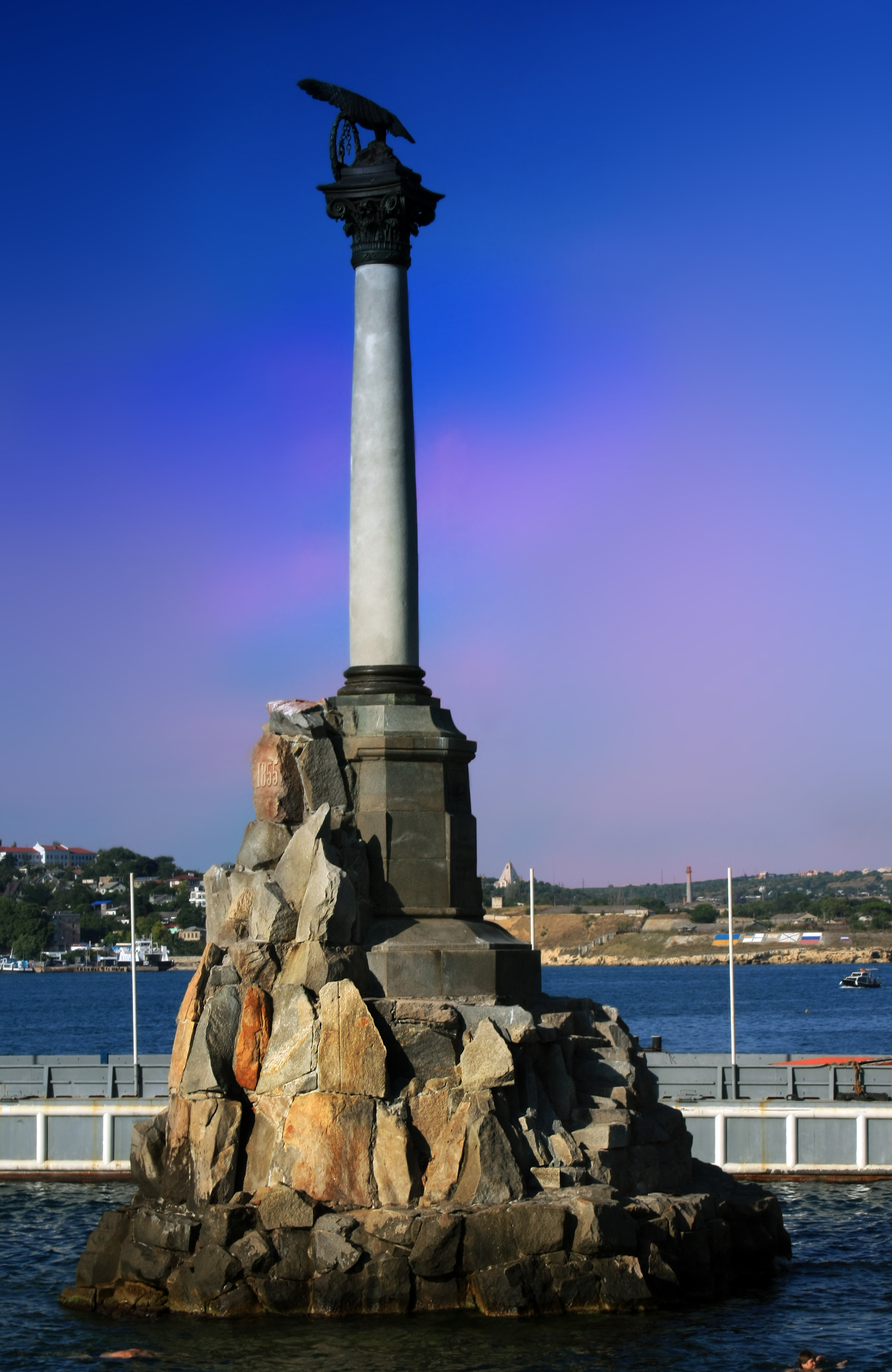
Denkmal der versenkten Schiffe von 1905, das Symbol von Sewastopol, Krim

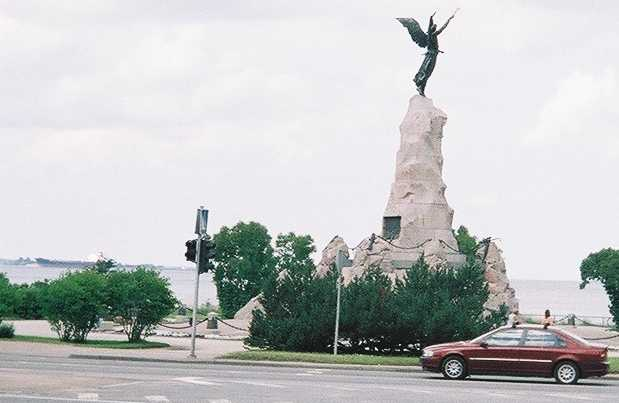
Adamsons bekanntestes Werk: das Russalka-Denkmal in Tallinn

Danach war Amandus Adamson als freischaffender Künstler in Sankt Petersburg und Estland tätig. 1886/87 war er Dozent an einer Kunstschule. Am 8. April 1887 öffnete seine erste Ausstellung in Sankt Petersburg. Von 1887 bis 1891 bildete er sich in Paris fort, später auch in Italien. Besonders die Arbeiten von Jules Dalou und Jean-Baptiste Carpeaux haben ihn während dieser Zeit geprägt. An Materialien verwendete er hauptsächlich Holz, Bronze und Marmor. Neben seinen berühmten Skulpturen und Denkmälern stellte er auch Dekorativarbeiten her. Bekannt sind z. B. seine Friese und meisterhaft geschnitzte Bilderrahmen.
1889 stellte Adamson auf der Weltausstellung in Paris mit Erfolg seine beiden Werke Esimene piip und Laine vor. Danach nahm er mit weiteren Erfolgen an großen Ausstellungen teil. 1891 zog er nach Sankt Petersburg zurück, hielt sich aber auch oft in Paldiski und auf den Pakri-Inseln auf. Seit 1901 beschäftigte er sich intensiver mit öffentlichen Denkmälern. Am 7. September 1902 wurde in Tallinn sein wohl berühmtestes Werk eingeweiht, das große Russalka-Denkmal zur Erinnerung an das 1893 untergegangene gleichnamige Schiff.
1907 wurde Adamson in Sankt Petersburg der Titel eines Akademiemitglieds der Petersburger Kunstakademie verliehen. Zu seinen bekanntesten Schülern zählen Nikolai Triik und Konrad Mägi. Nach der Oktoberrevolution in Russland und der staatlichen Unabhängigkeit Estlands ließ sich Amandus Adamson 1918 in Paldiski an der Ostsee nieder. Dorf lebte er bis zu seinem Tod, unterbrochen von zahlreichen weiteren Aufenthalten in Italien.
1922 trat er der Zentralvereinigung der bildenden Künstler Estlands (Eesti Kujutavate Kunstnikkude Keskühing) und 1924 dem Estnischen Künstlerverband (Eesti Kunstnikkude Liidu) bei.
1929 starb Amandus Adamson in Paldiski an einem Herzinfarkt und hierließ zahlreiche unvollendete Arbeiten. Er liegt auf seinen Wunsch hin in Pärnu begraben. In Paldiski ist seit 2005 ein Museum seinem Leben und Werk gewidmet.

## Werke
- Niobe pea (wahrscheinlich 1875)

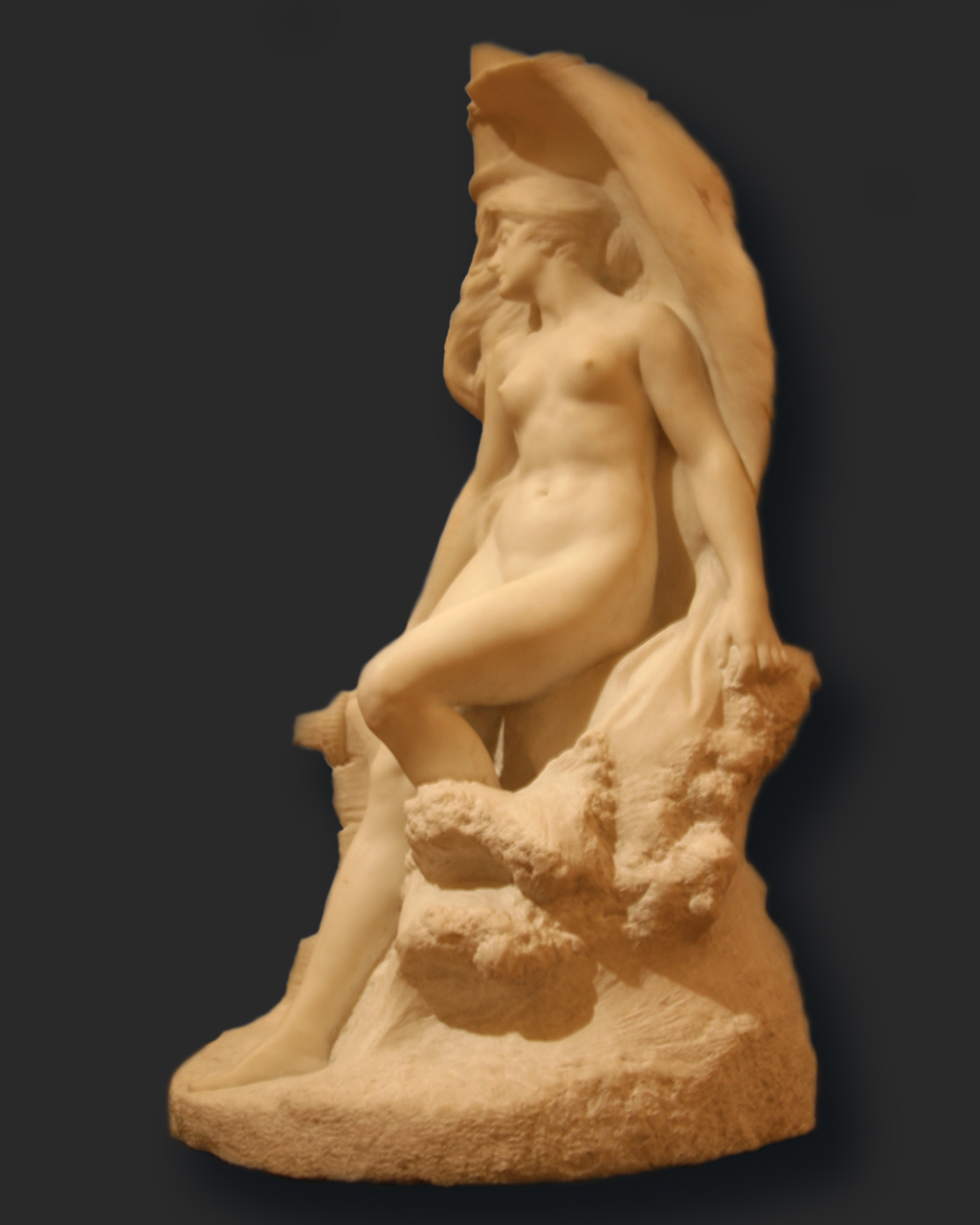
Amandus Adamson: Der letzte Seufzer des Schiffes (Laeva viimne ohe), 1899

- Igavesti võidutsev armastus (1889)
- Külataat Keilast (1893)
- Koit ja Hämarik (1895)
- Kalevipoeg ja Sarvik (1896)
- Hülgekütt Pakri saarelt (1898)
- Laeva viimne ohe (1899)
- Äreval ootel (1899)
- Russalka-Denkmal im Tallinner Stadtteil Kadriorg (1902)
- Skulpturen an der Fassade des Feinkostladens Jelissejew und des Singer-Hauses in Sankt Petersburg (1903 bzw. 1904)
- Champion (1904, Goldmedaille in der Disziplin Kunst bei den Olympischen Sommerspielen 1904 in St. Louis mit einer Darstellung des estnischen Ringers Georg Lurich)
- Denkmal der versenkten Schiffe in Sewastopol (1905)
- Denkmal für die in Taman 1792 gelandeten Saporoger Kosaken (1911)
- Büste Johann Kölers (1911, seit 1913 auf dem Grabmal Kölers in Suure-Jaani)
- Noorus kaob (1919)
- Nälg (1920)
- Kalevipoeg Põrgu väravas (1922)
- Denkmal für Friedrich Reinhold Kreutzwald in Võru (1926)
- Denkmal für die im Estnischen Freiheitskrieg gefallenen Einwohner von Saaremaa in Kuressaare (1928, von den sowjetischen Besatzungsbehörden 1945 vernichtet, 1989 wiederhergestellt)
- Denkmal für Lydia Koidula in Pärnu (1929)